# ショーン・マイケルズ
ショーン・マイケルズ（Shawn Michaels、本名：Michael Shawn Hickenbottom、1965年7月22日 - ）は、アメリカ合衆国の元プロレスラー。アリゾナ州チャンドラー生まれ、テキサス州サンアントニオ出身。
1988年から2度目の引退をした2010年まで、約20年以上、WWEに在籍した。プロレスラーとして卓越した技術と圧倒的なカリスマ性、派手なパフォーマンスなどで絶大な人気を誇り、ベビーフェイスとヒール、シングルとタッグの両方で活躍した。ショーストッパー=ショーの主役（The Showstopper）、ボーイ・トーイ（Boy Toy）、セクシー・ボーイ（Sexy Boy）、アイコン（The Icon）、メイン・イベンター（The Main Eventer）、ミスター・レッスルマニア（Mr. WrestleMania）など多くの異名を持つ。最終所属はWWEのRAW。

## 来歴

### NWA - AWA
少年時代はワフー・マクダニエルの熱烈なファンだったという。18歳の頃、地元サンアントニオの英雄的存在だったホセ・ロザリオに師事し、1984年10月8日に同地区のテキサス・オールスター・レスリングにてアート・クルーズを相手にデビュー。1985年に入ると、ダラスのWCCWや中南部のMSWAなどのメジャー団体にもジョブ・ボーイとして出場。WCCWではワンマン・ギャングやビリー・ジャック・ヘインズ、MSWAではジェイク・ロバーツやテッド・デビアス&スティーブ・ウィリアムスなど、メインイベンターのスカッシュ・マッチ用のジョバーを務めた。
その後、中西部のカンザスシティを拠点とするNWAセントラル・ステーツ地区（CSW）を経て、サンアントニオ地区に戻ってポール・ダイヤモンドとのタッグチーム「アメリカン・フォース」で活動。海外武者修行中だった冬木弘道と川田利明の「ジャパニーズ・フォース」（後のフットルース）との抗争も行われた。
1986年2月、バーン・ガニア主宰のAWAにおいて、CSWでも一時タッグを組んでいたマーティ・ジャネッティと再合体し、ロックンロール・エクスプレスにあやかったアイドル系タッグチームのミッドナイト・ロッカーズを結成。CSWのリングにも上がり、5月15日にはNWAセントラル・ステーツ・タッグ王座を奪取。タイトル初戴冠を果たす。主戦場となったAWAでも1987年1月27日、バディ・ローズ&ダグ・サマーズを破りAWA世界タッグ王座を獲得した（この試合は日本でも当時『世界のプロレス』にて放送され、「悲願のタイトル奪取」と報じられた）。
同年下期にWWFと契約するが、ナイトクラブでの乱闘事件が元でわずか2週間で解雇された。マイケルズは、ジミー・ジャック・ファンクに挑発されたため、自分がタフであることを示すべく自分の頭にボトルを叩きつけて割ったと語っている。
その後、ジャネッティと共にAWAに戻り、1987年12月27日にデニス・コンドリーとランディ・ローズの "オリジナル" ミッドナイト・エクスプレスを下して再びAWA世界タッグ王座を獲得。なお、当時のAWAには後にマネージャーを務めるシェリー・マーテルや、後世に語り継がれる名勝負を残すことになるスコット・ホールも在籍していた。1987年の下期はジェリー・ジャレットが主宰していたテネシー州メンフィスのCWAにも参戦し、AWA南部タッグ王座を2度に渡って獲得している。

### WWF

#### ザ・ロッカーズ

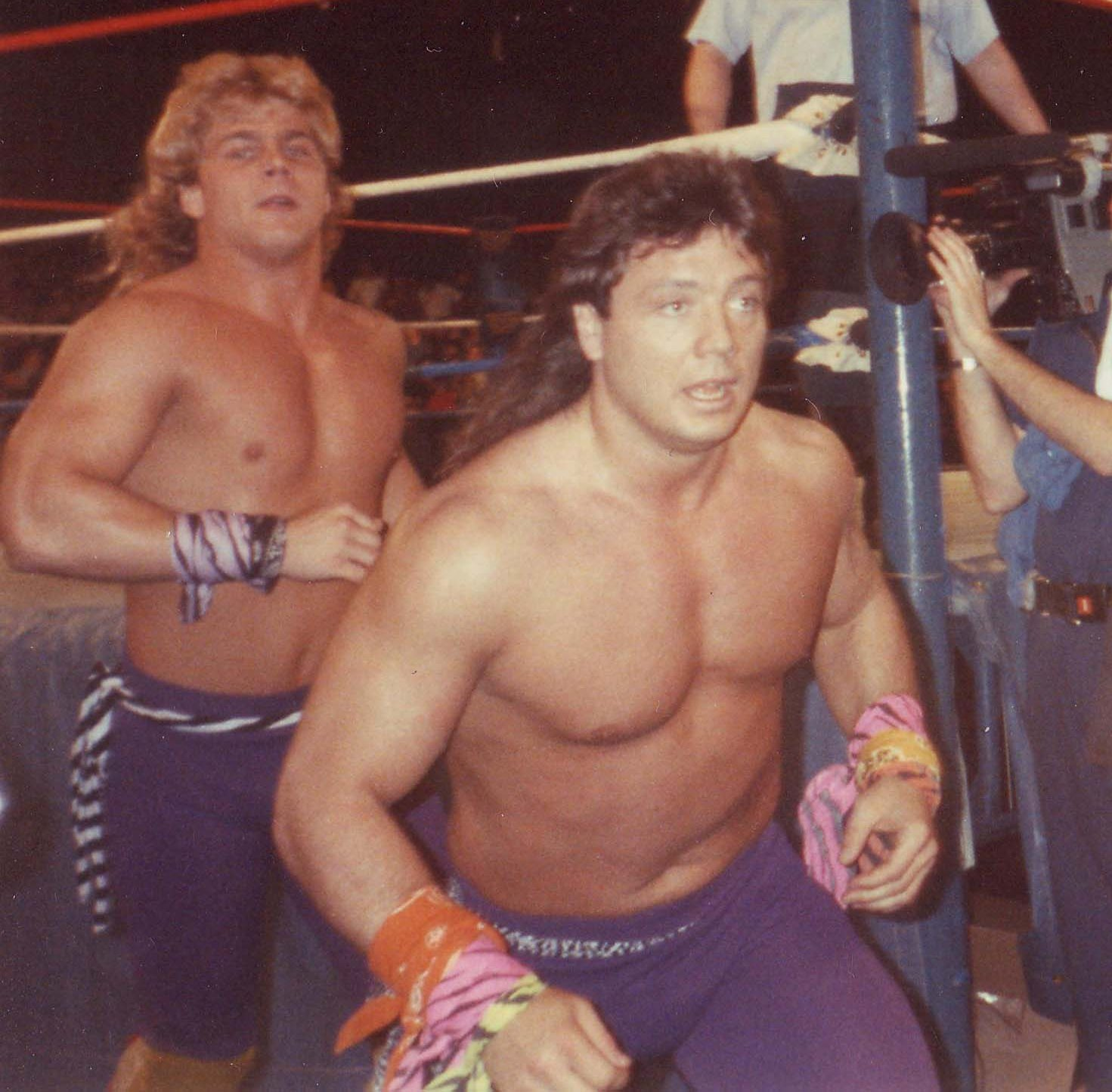
マイケルズ（左）とマーティ・ジャネッティ（右）のザ・ロッカーズ

1988年6月、チーム名をザ・ロッカーズに改めWWFと再契約。立体的な空中戦と合体攻撃を武器に、後のライバル "ヒットマン" ブレット・ハート率いるハート・ファウンデーション（ブレット&ジム・ナイドハート）、ツイン・タワーズ（ビッグ・ボスマン&アキーム）、ファビュラス・ルージョー・ブラザーズ（レイモンド・ルージョー&ジャック・ルージョー）、ブレイン・バスターズ（タリー・ブランチャード&アーン・アンダーソン）、リズム&ブルース（ホンキー・トンク・マン&グレッグ・バレンタイン）、デモリッション（アックス、スマッシュ&クラッシュ）、パワー&グローリー（ハーキュリーズ&ポール・ローマ）、オリエント・エクスプレス（サトー、タナカ&カトー）、ナスティ・ボーイズ（ブライアン・ノッブス&ジェリー・サッグス）、ビバリー・ブラザーズ（ボウ・ビバリー&ブレイク・ビバリー）などのチームと抗争を繰り広げ、女性や子供の観客を中心にアイドル的な人気を集めた。
1991年1月、当時のWWFの日本での提携団体だったSWSに初来日。3月の再来日では同月30日に行われた『レッスル・フェストin東京ドーム』に出場し、ハート・ファウンデーションと対戦している（メインイベントは天龍源一郎&ハルク・ホーガン対リージョン・オブ・ドゥーム）。

#### The Heart Break Kid
1991年12月4日、リージョン・オブ・ドゥーム（ホーク&アニマル）のWWF世界タッグ王座に挑戦したが、連携ミスで敗退したことにより相棒のジャネッティと仲間割れ。翌1992年初頭のブルータス・ビーフケーキのインタビュー・コーナー "バーバーショップ" で一旦は和解したかに見えたが、不意をついて放ったスウィート・チン・ミュージックでジャネッティをKO。以降、鏡を携えたセンセーショナル・シェリー（入場曲 "Sexy Boy" の初期ボーカルも担当）をマネージャーに、生意気な自惚れ男のギミック "ボーイ・トーイ" またの名を "ハート・ブレイク・キッド" としてヒールのシングルプレイヤーに転向した（ハート・ブレイク・キッドのネーミングは、"ミスター・パーフェクト" カート・ヘニングの考案による）。
ヒールターン後はティト・サンタナとの連戦を経てブレット・ハートとの抗争を開始し、1992年7月にブレットの保持するIC王座に挑戦。この試合はWWE史上初のラダー・マッチで行われたが、タイトル奪取には至らなかった。その後、同年10月27日にブリティッシュ・ブルドッグを破り同王座を獲得、初のシングルタイトル戴冠を果たした。
サバイバー・シリーズではブレットのWWF世界ヘビー級王座に挑戦するがシャープシューターで敗退。1993年3月のRAWではジャネッティにIC王座を奪われるも、短期間で王座を奪還する。同時期、マネージャーのシェリーと決別し（ジャネッティの急襲をシェリーを盾にして防いだことによる）、ボディーガードとして新しくディーゼルを雇っている。
そうした中、WWFを一時離脱。王座防衛を行わないことが理由とされたが、ステロイドが原因という噂もあった（本人は否定）。WCWとの接触も噂されるも、ほどなくして復帰。当時WWFと提携していたメンフィスのUSWAにも参戦している。11月のサバイバー・シリーズではジェリー・ローラーの代打として、ハート・ファミリー（ブレット、ブルース、キース&オーエン・ハート）（w / スチュ・ハート）を相手に主将を務めた。

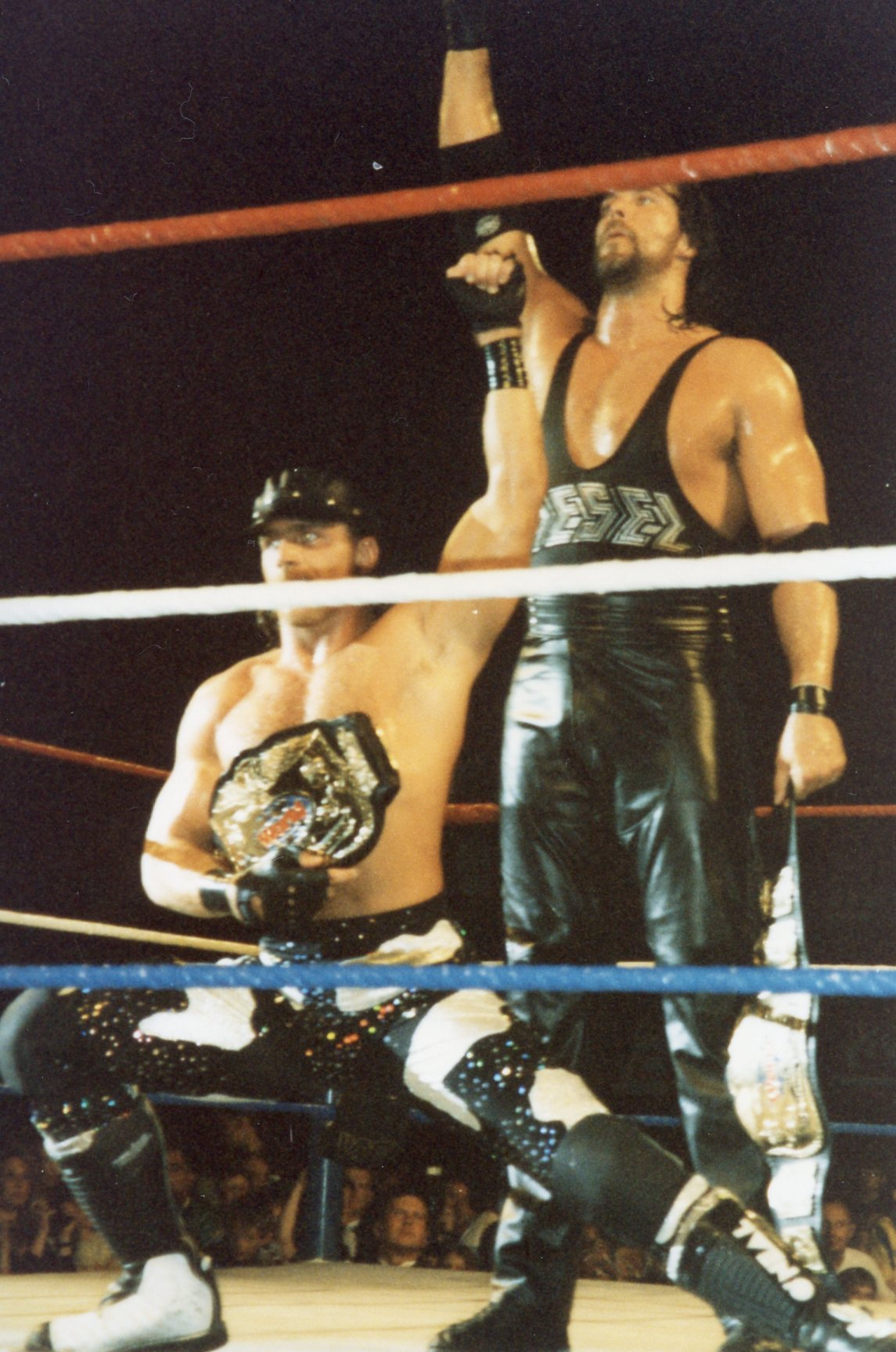
ディーゼルとのWWF世界タッグ王者時代（1994年）

ショーンが離脱中の1993年9月27日、空位のIC王座を争うバトルロイヤルに勝ち残ったレイザー・ラモンとリック・マーテルの間で王座決定戦が行われ、ラモンがマーテルを下して新王者になった。しかし、復帰したショーンはこれを認めずに互いに王者を主張し合った。真の王者を決めるべく行われたのが、1994年のレッスルマニアXでのラモンとのラダー・マッチである。試合には敗れたものの、双方ともに実力を出し切ったこの試合はショーンの大ブレイクにつながった。同年8月28日、ボディーガード役のディーゼルとのコンビでザ・ヘッドシュリンカーズ（ファトゥ&サムゥ）を破り、ロッカーズ時代には果たせなかったWWF世界タッグ王座獲得を実現。しかし翌日のサマースラムでのIC王座を掛けたディーゼルvsラモンにおいて、誤ってディーゼルにスウィート・チン・ミュージックを見舞ってしまう。これが原因で2人の間に亀裂が生じ、11月のサバイバー・シリーズでのディーゼルの裏切りを誘発することとなった。
1995年、ロイヤルランブルに一番手として登場、初優勝を経てレッスルマニアXIにてディーゼルの持つWWF世界ヘビー級王座に挑戦したが敗退。この試合では新しいボディーガードとしてサイコ・シッドを帯同していたが、敗戦の翌日に襲撃され、しばらくの休養に入る。
その年の5月にベビーフェイスとして復帰。7月のイン・ユア・ハウスにてジェフ・ジャレットを破り、3度目のIC王座獲得に成功。8月のサマースラムではラモンとの再度のラダー・マッチにも勝利した。この時期にはクリックのリーダーとして舞台裏での影響力を強め、10月のイン・ユア・ハウスではディーン・ダグラスに王座を明け渡すことを拒否し、負傷による王座返上にアングルを変更させ、同日に仲間のラモンに王座を獲得させている。その後はオーエン・ハートらと抗争したがサバイバー・シリーズの翌日にオーエンにエンズイギリを食らい脳震盪を起こすストーリーを設け、短期間ながら欠場する。ちなみに、布石としてナイトクラブにおいて襲撃されるストーリーもあった。
1996年はロイヤルランブルで史上初となるロイヤルランブル連覇を達成。レッスルマニアXIIでは、WWF世界ヘビー級王者ブレット・ハートとWWF史上初のアイアンマン・マッチで対戦。入場時は会場のアローヘッド・ポンドの屋外最頂部から滑車を使ってロープを滑り降りるという破天荒なパフォーマンスをやってのけた（この入場シーンの映像はショーンのハイライトを振り返る上で必ずと言っていいほど流される）。試合は後にショーンが「自分の現役生活でも最高の試合」と評するほどの激闘となり、延長戦の末勝利。初のWWF世界ヘビー級王座奪取を果たした。しかし、この時の経緯を巡りブレットは激怒し、彼との間に大きな確執を残すこととなった。また、同年5月19日にはMSGのリング上でカーテンコールを行い、後々に影響を及ぼしている。
名実ともにWWFの頂点に立ったショーンは、ブレットが長期休養を取ったこともあり、マンカインド、ベイダー、ゴールダストらを相手に防衛を重ねるが、サバイバー・シリーズでシッドにWWF王座を奪われた。翌1997年1月19日、地元サンアントニオのアラモドームに6万人超の観客を集めたロイヤルランブルで王座を奪回するが、この試合で膝を痛め王座返上し、レッスルマニア13には不出場。しかし、これは直前にブレットが契約更改でビンス・マクマホンから高額な契約金を引き出したことに対しての試合ボイコットであった、という説もある。
復帰後の5月25日には、ストーン・コールド・スティーブ・オースチンと組んでオーエン・ハート&ブリティッシュ・ブルドッグからWWF世界タッグ王座を獲得。この年のサマースラムでは、ブレット・ハート対ジ・アンダーテイカーのWWF世界ヘビー級王座戦のゲストレフェリーを務めた。この試合の決着はショーンのテイカーへのイス攻撃誤爆によってブレットが勝利を奪った。これがきっかけとなりアンダーテイカーとの抗争が勃発、10月のバッド・ブラッドにて初のヘル・イン・ア・セルが行われた。試合は金網の外側にも及び、天井での攻防の末に5メートルしたに落下するなど激闘となり、結末はケインの乱入によってテイカーが敗北を喫した。この抗争の最中、9月20日のイギリス・バーミンガム大会において、ブリティッシュ・ブルドッグからWWFヨーロピアン王座を獲得、これによって初のグランドスラムを達成している。

#### DX - 1度目の引退
1997年秋、再度ヒールターンしてハンター・ハースト・ヘルムスリー、チャイナらとD-ジェネレーションX（略称DX）を結成。ブレット・ハートをリーダーとしたハート・ファウンデーションと抗争を繰り広げた。同年11月、モントリオールで開催されたサバイバー・シリーズにおいて、すでにライバル団体WCWへの移籍が決定していたブレットのWWF世界ヘビー級王座に挑戦。しかし、ショーンがブレットの必殺技のシャープシューターを繰り出した瞬間、突如としてショーンの勝ちが宣告される不可解な事件が起こる（モントリオール事件を参照）。結果的にショーンは王者に返り咲き、最大のライバルであったブレットはWWFを去ることになったが、DXは相変わらずの下品で下劣な行為に走っていた。この時期、WWFはライバル団体WCWとの視聴率戦争で苦戦を強いられており、それまでのニュー・ジェネレーション路線から、より過激なアティテュード路線への方針転換の過渡期を迎えていた。DXは、その始まりの象徴的な存在でもあった。
この頃から長年に渡るハードな受身が災いし、持病の椎間板ヘルニアが悪化。そうした中、ロイヤルランブルでジ・アンダーテイカーを相手に棺桶戦を行い、王座防衛こそしたがケガは良化せず、様々な治療やリハビリを試みたが、この時点では回復は困難と見られ、1998年3月29日、レッスルマニアXIVでのWWF世界ヘビー級王座を賭けたストーン・コールド・スティーブ・オースチン戦を最後に一度は引退した。なおストーリー上では、DXに加入して試合の特別立会人を務めたマイク・タイソンが、試合中にショーンを裏切りオースチンの勝利をアシスト、試合後にショーンがタイソンを問い詰めて張り手を放つも、タイソンから反撃のフックを浴びてKOされ、そのダメージが原因で離脱という形になった。

#### 1998年 - 2001年
引退後は故郷サンアントニオに戻り、プロレスリング・スクール兼WWFファーム団体のTWA（Texas Wrestling Academy）を設立し、後進の育成に励んだ。TWAには若手時代のタッグパートナーでありAWAやWWFでも活動を共にしたポール・ダイヤモンドもヘッド・インストラクターとして協力しており、卒業生にはブライアン・ケンドリック、ポール・ロンドン、ランス・ケイド、ブライアン・ダニエルソンなど後にWWEで活躍する選手も多い。
また、この時期にはストーリー上WWFのコミッショナーに就任して、テレビにも時折出演。ビンス・マクマホンのコーポレーションに一時的に所属したり、ザ・ロックとトリプルHのアイアンマン・マッチのレフェリーを務めたりしたこともあった。1999年11月23日に横浜アリーナで行われたFMW10周年記念大会では、特別レフェリーとして久々の来日も果たしている。私生活においては、親友ケビン・ナッシュの紹介で出会った元ナイトロ・ガールズのレベッカ・カーチと結婚した。この頃は若くして引退を余儀なくされたことによるストレスで、ドラッグに手を出したことを自身のDVD『ハートブレイク・アンド・トライアンフ』にて語っており、子供の誕生とクリスチャンとなったことで更生した。

### 復活

#### 2002年 - 2005年
2002年、nWoの新メンバーとしてケビン・ナッシュがショーンを連れてくる形で衝撃の復帰を果たしたが、スコット・ホールが不祥事を起こし離脱、ナッシュも負傷休場してしまいnWoが崩壊してしまう。その後、ヴェンジャンスにてトリプルHに間接的にD-Generation Xの再結成を呼び掛ける。一時は再結成かと思われたがRAWにおいてショーンを裏切る恰好で抗争が始まり、サマースラムでのトリプルH戦（団体未公認試合）でついにリングへの復帰を果たし勝利するが試合後、トリプルHにハンマーで襲撃される。さらに抗争は続きサバイバー・シリーズで初のエリミネーション・チェンバー・マッチで初の世界ヘビー級王座をトリプルHを倒し獲得。年末のアルマゲドンでは決着戦としてスリー・ステージ・オブ・ヘル・マッチが行われ1勝2敗で王座を失った。2003年に入りクリス・ジェリコは自分が次のショーンであり、それ以上だと主張、ロイヤルランブルでは一番手で登場したマイケルズを二番手のジェリコが試合開始前に乱入、何もさせないまま退場させてしまう。抗争の決着は、レッスルマニアXIXでジェリコと共に好試合を演じ勝利した。試合後二人は抱擁を交わすがジェリコはショーンに金的を食らわす形で因縁の継続を示唆した。
2003年は世界ヘビー級王者トリプルH、あるいはその派閥エボリューションとの抗争を続け、年末からはトリプルHとの試合を繰り返し、ロイヤルランブルでは世界ヘビー級王座を賭けたラストマン・スタンディング・マッチで決着を計るが血まみれの末に引き分けとなった。同じロイヤルランブルでの覇者クリス・ベノワが王座への挑戦権を得た上に王座挑戦権の死角をつき、当時スマックダウン所属ながらRAWの最高王座に挑戦を表明したため二人の抗争に割り込む形となった。レッスルマニアXXではトリプルH、ベノワとレッスルマニア初の三つ巴戦のメインイベントになりクリス・ベノワが戴冠した。翌月のバックラッシュでの再戦ではモントリオール事件がテーマとなり、ブレット・ハートと関係が深いベノワのシャープシューターにショーンがタップアウトした。以降はトリプルHとの抗争に戻り、バッドブラッドでは世界ヘビー級王座戦を差し置いてノンタイトル戦であるショーン・マイケルズ対トリプルHのヘル・イン・ア・セルがメインイベントとなる。試合は50分に迫る壮絶な激闘となり、お互いの必殺技をキックアウト。最後は合計3発のペディグリーを浴びて敗北、完全決着に至った。翌日のケインの襲撃を期に長期欠場に入った。復帰後はケイン、あるいはエッジと抗争。
2005年のロイヤルランブルにおいてカート・アングルを敗退させて以降、SmackDown!所属のスーパースターであるアングルとの抗争を開始し、レッスルマニア21の番組対抗戦で対決、名試合をするもアンクル・ロックにタップアウトした。レッスルマニア21以降は一時復活したハルク・ホーガンとチームを組み、バックラッシュまでモハメド・ハッサン、デバリの嫌米チームと抗争。6月に行われたドラフトでアングルがRAWへ移籍し、ヴェンジャンスで再戦しスーパーキックを見舞い雪辱を果たした。7月4日の独立記念日に開催されたRAWでのマイケルズ&ホーガンvsアングル&クリス・マスターズ戦の試合終了後、突如ホーガンにスウィート・チン・ミュージックを浴びせヒールに転向。以降ホーガンとの抗争を開始する。サマースラムのメイン戦でホーガンとのICON対決には敗れたが、再びベビーとなった。秋からは同じくベビーターンしたリック・フレアーと組み、マスターズと抗争を開始。マスターズとの抗争を終え、USAネットワークに戻ったRAWでアングルとのアイアンマン・マッチを行い、スウィート・チン・ミュージックを浴びせてフォールするが3カウント直前で時間切れ引き分けとなり、アングルに延長戦を呼びかけるがカートが拒否して立ち去った。その後のサバイバー・シリーズでのスマックダウンとの番組対抗の一連の抗争ではRAWの主将を務めたが、チームは敗れた。

#### 2006年 - 2009年
2006年からは、モントリオール事件についても語られているブレット主演のDVDの発売の際にビンス・マクマホンがブレットを批判するマイクパフォーマンスをしているところにショーンが現れ、「俺はアンタとグルになってブレットをハメた。だが、俺もアンタももういい年こいてるんだから過去のことをいつまでも言わずに前に進め」と発言したことがビンスの怒りに触れ、ビンス、シェイン・マクマホンと抗争開始。サタデー・ナイト・メイン・イベントでのシェイン戦は、シェインがショーンに対してシャープ・シューターを出した瞬間にビンスがゴングを要請して試合が決着するという、モントリオール事件を再現するアングルが組まれた。レッスルマニア22ではビンスとのストリート・ファイト戦が組まれた。最後は特大のハシゴ上空からの数年ぶりにDXチョップをした後にダイビング・エルボー・ドロップをビンスに叩き込み、スウィート・チン・ミュージックで完全粉砕した（同日、別試合でトリプルHもDXチョップをした）。以後もマクマホン親子との抗争は続き、7月、トリプルHと組み、9年ぶりにD-ジェネレーションXを再結成した。相手を小馬鹿にし、時には下品に、時に過激なやり方で翻弄するパフォーマンスを披露し、マクマホン親子の手下であるスピリット・スクワッドやウマガに勝利、最後はビッグ・ショーとマクマホン親子とハンディキャップ・ヘル・イン・ア・セルで、「ビンスのケツにキスする会」を行っているビンスに対して、失神しているビッグ・ショーの尻を丸出しにしてビンスの顔を突っ込ませ、最後はスレッジ・ハンマーで殴打して勝利した。以降はDXを排除するためにタッグを組んだエッジとランディ・オートンのレイテッドRKOを相手に抗争するが翌年のニュー・イヤーズ・レボリューションでの戦い中で、トリプルHが脚を負傷してしまうアクシデントに見舞われる。この事態にDXのストーリーは急遽中止となった。
2007年のロイヤルランブルでは激闘の末、ジ・アンダーテイカーに優勝を奪われた。その後のジョン・シナの持つWWE王座への挑戦権を獲得。レッスルマニア23では負傷で出場できない相方トリプルHのために入場曲にDXのテーマ曲を使用して挑んだが、王座奪取はならなかった。
同年、ランディ・オートンに頭を蹴られ（本当は足の怪我）欠場していたが、ノー・マーシーの翌日のRAWで復活した。その後はオートンと抗争。スウィート・チン・ミュージックを幾度となく叩き込むが、サバイバー・シリーズでの王座に挑む条件としてオートンの希望であるスウィート・チン・ミュージックの使用を禁止、ショーンの希望である反則裁定無しのルールのもと行われ、様々なレスラーの関節技まで使用し追い詰めながらスウィート・チン・ミュージックを使用ししかけ躊躇った一瞬の隙を突かれRKOに沈む。その後は、ミスター・ケネディと抗争した。

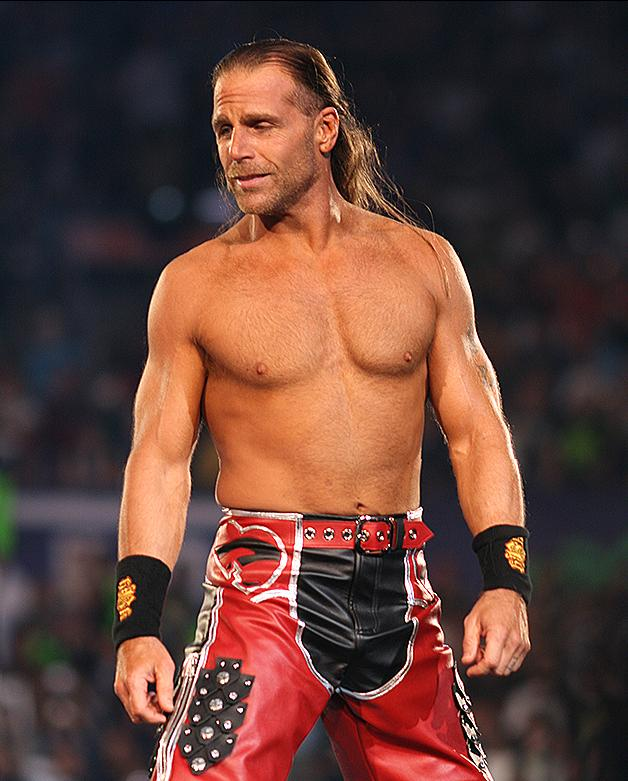
レッスルマニアXXIVでのマイケルズ（2008年）

2008年、ロイヤルランブルでアンダーテイカーと共に1番手として出場したが、ケネディに落とされ失格。レッスルマニアXXIVでは、ビンスにより試合に負けたら即引退を課されていたリック・フレアーと対戦。「子供の頃からの憧れであるフレアーを引退に追い込みたくない」と乗り気でなかったショーンにフレアーが活を入れる形で勝負、そしてこれに勝利し、フレアーを引退へと導いた。翌日の引退式典で涙の抱擁をかわした。
その後はフレアーと親しかったバティスタやクリス・ジェリコにフレアーを引退させたことによる軋轢で抗争する。その戦いではショーンは足の怪我を装って勝つといったヒール寄りの行動もとったが、結局ヒールターンはなかった。サマースラムでの今後の進退発表の場でジェリコに自分の実妻に対して結果的に拳を見舞われ激しく憤る。それはアンフォーギヴェンでの非公認試合にまで発展し、狂騒ともいえる内容になった。試合には勝利したが、ジェリコが同日の王座戦に出場し王者になったことで、今度は王座に照準を定める。決着はノー・マーシーでのラダー・マッチ形式世界ヘビー級王座となったものの、王座獲得はならなかった。
以降もサバイバー・シリーズでチームJBLなどとの抗争で主将を務め勝利するなど番組の中心として活躍するが、アルマゲドンにて景気悪化の煽りを受け破産状態になったと「告白」、JBLの"従業員"となって彼の試合に介入、観客からブーイングを浴びると共にトリプルHとの仲も微妙になり、悩めるベビーフェイスとして葛藤の日々を続けた。
しかし2009年のノー・ウェイ・アウトで行われた、マイケルズが勝ったら今までの報酬が全て支払われるが負ければHBKやショーン・マイケルズの名前の権利がJBLに奪われるという "オール・オア・ナッシング" マッチに勝利し、ハート・ブレイク・キッドが復活した。2月のRAW放送ではそれまで無敗を誇っていたウラジミール・コズロフをスウィート・チンで下すなど破竹の快進撃を続け、「ミスター・レッスルマニアの誇りに懸けてレッスルマニアXXVでアンダーテイカーのレッスルマニア無敗記録（16勝0敗）を破る」と宣言。
その後のスマックダウンにおいてテイカーの入場衣装と似ている白い衣装を着て現れ、「俺はテイカーを尊敬しているが恐れてはいない。たしかにお前はレッスルマニアで16勝無敗かもしれないが、俺はミスター・レッスルマニアだ。テイカーは暗黒より生まれた邪悪な力だが、俺は天界より生まれし聖なる力だ」と宣言して挑発。その後のRAWとスマックダウンにおいてもあの手この手でテイカーを挑発、翻弄して迎えたレッスルマニアXXVでは激闘の末に敗れ、テイカーの無敗記録を止めることはできなかった。この大会後は長期休養に入った。
その後、8月放送のRAWにおいてランディ・オートン率いるレガシーのコーディ・ローデスとテッド・デビアスとのハンディキャップマッチに敗れたトリプルHが「テキサスに電話を一本かけるか」とDXの復活を示唆。翌週テキサスに飛び、とある会社の食堂でシェフをしていたショーンを発見する。ショーンは「俺はWWEに復帰する気はない。会社はシェフとしての俺を尊敬してくれてる」と言ったが直後に上司に罵倒され、スウィート・チンで撃沈。DXが再結成した（このスキットは映画『レスラー』のパロディ）。
再結成後はレガシーのローデス＆デビアスと抗争。サマースラムではDXが勝利するが、モントリオールで開催されたブレーキング・ポイントでは史上初の試合形式であるサブミッション・カウント・エニウェア・マッチで闘い、モントリオール事件を根に持つ観客から "You screwed Bret!" のチャントが湧き起こるなかでローデスの鉄柱4の字固め、デビアスのミリオンダラー・ドリームのダブル攻撃に屈してしまい、DXとしては初めてのタップアウト負けを喫した。3度目の対戦となるヘル・イン・ア・セルでは勝利し、決着がついた。
12月に開催されたTLCでのTLC戦でクリス・ジェリコ&ビッグ・ショー組に勝利し、DX初の統一タッグ王者となる。

#### 2010年 - 2度目の引退
2010年1月4日のRAWで12年ぶりにWWEに復帰したブレット・ハートに呼び出され、モントリオール事件以来、確執が続いていると思われた両者が握手をして抱き合い、和解した。
1月11日のRAWのゲストホストを務めたマイク・タイソンに対して、1998年のレッスルマニアXIVにてタイソンがDXを裏切ってマイケルズを引退に追い込んだ件の和解を求めたが拒否され、そこにDXによってRAWを追放されたクリス・ジェリコが割り込み、同日のメインイベントとしてDXvsジェリコ&マイク・タイソンのタッグ戦が実現。しかし、試合中にタイソンが自分の着ていたTシャツを脱ぐとその下にはDXのTシャツを着ており、ジェリコを裏切ってフック一撃でKOし、DXが勝利。12年前のレッスルマニアXIVでタイソンがマイケルズを裏切ってKOした後にオースチンのTシャツを着た場面を思い起こさせる決着で、試合後はタイソンとタイソンの息子と共に勝利を喜び合った。
2009年12月14日のRAWにおける2009年度WWEのスラミー賞授与式典において、レッスルマニアXXVのショーン・マイケルズ対ジ・アンダーテイカー戦が年間最高試合に選ばれ、受賞スピーチにてショーンが「俺はミスター・レッスルマニアだ! 次こそ俺はテイカーをレッスルマニアで倒せる! 俺とレッスルマニア26で再戦しろ!」と発言して以降、レッスルマニアでのアンダーテイカーへのリベンジに執念を燃やすようになる。
2010年1月18日のRAWに現れた世界ヘビー級王者ジ・アンダーテイカーはショーンに対して、「たしかにお前はレッスルマニアで俺に挑んできた者の中でミスター・レッスルマニアに相応しく最も俺を追い詰めたが、それでも俺はお前を倒した。俺がもう一度お前に勝って何を得られると言うのだ? レッスルマニア26での再戦はしない。その代わりに今夜お前と戦ってやる」と返答。それに対してマイケルズは「今夜ではなくお前のレッスルマニア無敗記録を破らなければ、俺のミスター・レッスルマニアとしての誇りが許さない! お前が俺との再戦を望まないなら、俺はロイヤルランブルで優勝してレッスルマニア26でお前の世界ヘビー級王座に挑戦する!」と宣言。
翌週のRAWにてDXの相棒であるトリプルHに対して「俺達は友達だろ? 今年だけでいいから俺に優勝を譲ってくれ」と言うが、「お前の気持ちは痛いほど分かるが、WWEの全てのレスラーがレッスルマニアのメインイベント出場と世界王座を欲しがってるし、その目標を持たない奴はWWEから去るべきだ」と拒否され、納得こそしたものの、以降はギクシャクした関係になる。そしてロイヤルランブルで18番手として登場し、相棒のトリプルHを退場させるなど非情に徹するものの、30番目に登場したバティスタに落とされ、失格した直後は制止してきたレフェリーに八つ当たりのスウィート・チン・ミュージックを浴びせた。翌日のRAWでは完全に意気消沈してモチベーションを失い、エリミネーション・チェンバーでのWWE王座戦出場出場を懸けたランディ・オートンとの一戦では優勢に戦いながらも一瞬の隙を突かれて敗れた。試合後に心配して声をかけてきたトリプルHに対して、「テイカー以外に戦うべき相手なんていない」とだけ答えて去った。
2月8日のRAWでは、統一タッグ王座の防衛戦の試合前にトリプルHに対して「俺達はまだDXとしてレッスルマニアに出場したことがないから、レッスルマニア26では統一タッグ王座の防衛戦をやろうぜ!」と持ちかけるも、「俺はエリミネーション・チェンバーでのWWE王座戦に勝ってレッスルマニアのメインイベントに出場するつもりだから、お前とのタッグ戦をやるためにチェンバー戦にわざと負けるわけにはいかない」と拒否され、同日の防衛戦では自暴自棄になったショーンが勝利目前にブラインドタッチで勝手に交代した隙を突かれてビッグ・ショー&ザ・ミズに敗れて統一タッグ王座を奪われる。試合直後にテイカーが所属するSmackDown!のゼネラルマネージャーのセオドア・ロングに対して「エリミネーション・チェンバーでSmackDownの世界ヘビー級王座戦に出場させてくれ！そこで俺が世界王者になってレッスルマニア26でテイカーと防衛戦ができるなら俺はDXを捨ててSmackDownに移籍してもいい!」とまで必死の形相で懇願するが、既に出場メンバーが決まっていると拒否され、かけつけたトリプルHに「テイカー戦にこだわってDXとお前のキャリアまで捨てるのか!?」と問い詰められると、「俺のキャリアはもう終わりだ」と吐き捨ててロングGMにスウィート・チン・ミュージックを浴びせて立ち去った。
2月21日のエリミネーション・チェンバーで行われたエリミネーション・チェンバー・マッチ方式での世界ヘビー級王座戦にて、アンダーテイカーの世界王座防衛目前でリング下から突如としてショーンが乱入してテイカーにスウィート・チン・ミュージックを浴びせてテイカーを王座から陥落させた。翌日のRAWでテイカーに対して「俺に復讐したいだろ? ならレッスルマニア26で俺と再戦すればいい」と語ると、テイカーが「いいだろう。しかし一つ条件がある。俺に負けたら現役を引退しろ!」と返答し、ショーンが「勘違いするな。最初から俺はレッスルマニアでお前を倒すことにすべてを懸けてるんだ!」と応じたため、再戦が実現。
3月1日のRAWの冒頭でリングに上がったショーンは「控え室にいる連中が“引退を懸けてテイカーの無敗記録に挑むなんてクレイジーだ”と小声で話してやがる。だが、この地球上の誰もが知ってる通り俺はミスター・レッスルマニアだ! 俺がレッスルマニアでテイカーに勝てないと思う奴は叩き潰してやるから今すぐ出て来い!」とマイクアピールすると、親友のトリプルHが登場し、ショーンは呆然としながら「15年来の親友のはずのお前が俺を信じないのか!?」と詰め寄ると、トリプルHは「お前がレッスルマニアでテイカーに勝てるかだって? 絶対に勝てる!! 観客やテレビカメラのことは忘れて俺の目を見てよく聞け! 俺は今まで15年以上も数々の強敵と戦ってきたが、間違いなくお前が最強だ!! 控え室の連中やファンから勝つと信じてもらえなきゃ不安か? そんなものが無くても、あの祭典の夜に立ったお前は“真のミスター・レッスルマニア”だ!! 俺達はレッスルマニアに向けて別々の道を歩むが確信を持って言えるのは、DXは決して死なない!! だが、これから祭典まで俺達はタッグを組めなくなる。だから俺は今夜WWE統一タッグ王座戦の再戦権を行使した。俺はタッグ王座奪回にこだわってるわけじゃない。タッグ王座を獲得したら30日以内に防衛戦を戦わなければならない。だから28日後、つまりレッスルマニア26翌日のRAWで、テイカーに勝って現役続行してるお前と一緒にタッグ王座防衛戦をやってDX流の祝勝会をやろうぜ!! 俺がお前とタッグ王座獲得を目指すのは、お前が絶対にレッスルマニアでテイカーに勝つと信じている証だ!!」と熱い友情と信頼を示し、ショーンも承諾したため同日のメインイベントでビッグ・ショー&ザ・ミズとの統一タッグ王座戦での再戦が実現。試合はDXが息の合った連携で優勢に進め、勝利を目前とした瞬間にタイタントロンにテイカーが映り、ショーンに向かって白目を剥いて睨みつけて心理戦を仕掛けられ、その隙を突かれて丸め込まれて3カウントを奪われて敗北、統一タッグ王座奪回はならなかった。
3月28日、レッスルマニア26でアンダーテイカーのレッスルマニア無敗記録とショーンの現役引退を懸けた反則裁定無しの試合が行われた。この試合はWWE王座戦と世界ヘビー級王座戦を差し置いてメインイベントとして行われ、前年の対戦に勝るとも劣らないプロレス史上最高の名勝負を繰り広げた。終盤、アンダーテイカーの必殺技ツームストーン・パイルドライバーを浴びてもショーンはキックアウト。テイカーが首を掻き切るポーズでもう一発ツームストーンを放つ意思を示そうとしたが、敗れれば引退することになるショーンに対してトドメを刺すことを躊躇する。しかし、ショーンは「情けは無用だ!」とばかりにテイカーの代名詞である首を掻き切るポーズで挑発して張り手を浴びせ、激怒したテイカーのジャンピング・ツームストーン・パイルドライバーを浴びて敗北、引退が決定する。
翌日のRAWの放送で、引退セレモニーが行われ、ファンへの感謝を述べた。ファンは「Please, don't go!」「One more match!」など留意を促すチャントを何度も飛ばし、ショーンへの敬意を表すために顔を見せたアンダーテイカーに対して途中までブーイングを浴びせるなどした（極悪ヒールを演じていてもブーイングをほとんど浴びないアンダーテイカーにブーイングが飛ばされるのは異例のこと）。そして番組の最後でトリプルHと抱き合い、DXが3度目の終焉を迎えた。
以降もテレビに出演したり、地元サンアントニオでのRAWのバックステージに遊びにきたりと、元気な姿を見せている。

#### 2011年
2011年にはWWE殿堂入りが発表され、それを受け1月10日のRAWに登場した。スピーチを行おうとしたところに乱入し、「あんたに代わり俺が新たなミスター・レッスルマニアになる」と挑発するアルベルト・デル・リオにスウィート・チン・ミュージックを叩きこみ、現役時代と変わらぬ声援を集めた。
4月2日に行われたWWE殿堂セレモニー当日は「引退を後悔していない」と語り、家族をはじめとした自分を支えてくれた人々に感謝の言葉を述べた。スピーチの後にプレゼンターのトリプルHに加えクリックのケビン・ナッシュとショーン・ウォルトマンの祝福を受けた。

#### 2012年
2012年2月13日、RAWにて久々に姿を現し、ジ・アンダーテイカーのレッスルマニアでの挑戦を受けないトリプルHを説得したが、トリプルHは了承しなかった。結局、アンダーテイカーの再三のアピールでトリプルHは挑戦を受けることとなり、マイケルズはレッスルマニア28にて両者のヘル・イン・ア・セル・マッチのスペシャル・レフェリーを務めた。
7月23日のRAW1000回記念放送にもゲスト出演し、トリプルHと共にDXの旧メンバー（Xパック、ロード・ドッグ、ビリー・ガン）と久々に顔を合わせ、全員で往年のマイクパフォーマンスを披露した。

#### 2013年
2013年1月、NXTにNXTタッグ王座を新設する為にサプライズ登場した。また、レッスルマニア29ではブロック・レスナーと戦うトリプルHのセコンドとして登場したり、10月にはPPVWWEヘル・イン・ア・セルにて弟子であるダニエル・ブライアンとランディ・オートンのWWE王座戦のレフェリーを務めた。このレフェリー時に試合に乱入して来た親友トリプルHを守るためトリプルHに手を出したブライアンにスウィート・チン・ミュージックを放ち結果的にオートンのWWE王座奪取をアシストしてしまったことで、その年のスラミー賞授賞式において「裏切り賞」を獲得。この出来事以降、ブライアンとはアングル上冷戦状態になっている。2014年からあまりWWEに顔を出さなくなっていた。

#### 2015年
3月29日、レッスルマニア31のトリプルHvsスティングのノーDQ戦において、DXメンバーとnWoメンバーが登場して乱戦になっていたところに遅れて登場。トリプルHにスコーピオン・デス・ロックを極めるスティングにスウィート・チン・ミュージックを見舞い、トリプルHを救出した。

#### 2018年
11月2日、WWEクラウン・ジュエルにて8年ぶりとなる復帰を果たす。トリプルHとのD-ジェネレーションXとしてブラザーズ・オブ・デストラクション（ジ・アンダーテイカー&ケイン）と対戦。終盤にツームストン・パイルドライバーを仕掛けられようとしたところを逃れるとアンダーテイカーにスウィート・チン・ミュージックを見舞い、最後にトリプルHがケインにぺディグリーを決めて勝利した。

#### 2019年
4月6日、D-ジェネレーションXとして再びWWE殿堂に迎えられた。

#### 2022年
トリプルHが病気で倒れる前まで担当していたNXTの責任者に就任。その後、タレント開発クリエイティブ担当上級副社長に昇進

## 評価
派手なパフォーマンスが注目され、ショーンを初めて見る者にはキャラクター先行型と思われることもあるが、身体能力と受身技術は非常に高く、リック・フレアーらの前世代のマットレスリング技術を継承している数少ない一人である。また、相手や状況によって様々なファイトスタイルを選ぶことができ、飛び技（特にラダー・マッチに関しては当代の第一人者の一人と言われる）やラフファイトからサブミッションまで、あらゆる局面に巧みに対応することができる稀有なレスラーである。レッスルマニアなどの大舞台でも、極めて高いパフォーマンスを安定して残しており、リック・フレアーが彼を「Mr.レッスルマニア」と呼ぶのにも頷ける。キャリア末期は故障の蓄積や身体能力の衰えもあり、かつてのようなスピードや跳躍力をメインにした試合の組み立てはしなかったものの、レスリングテクニックと華やかなパフォーマンス、そしてここぞという時に見せる華麗かつ大胆な飛び技は健在だった。彼に影響を受けている選手も多く、棚橋弘至やヤング・バックスなどが、コスチュームや技に彼へのリスペクトを反映している。

## 得意技

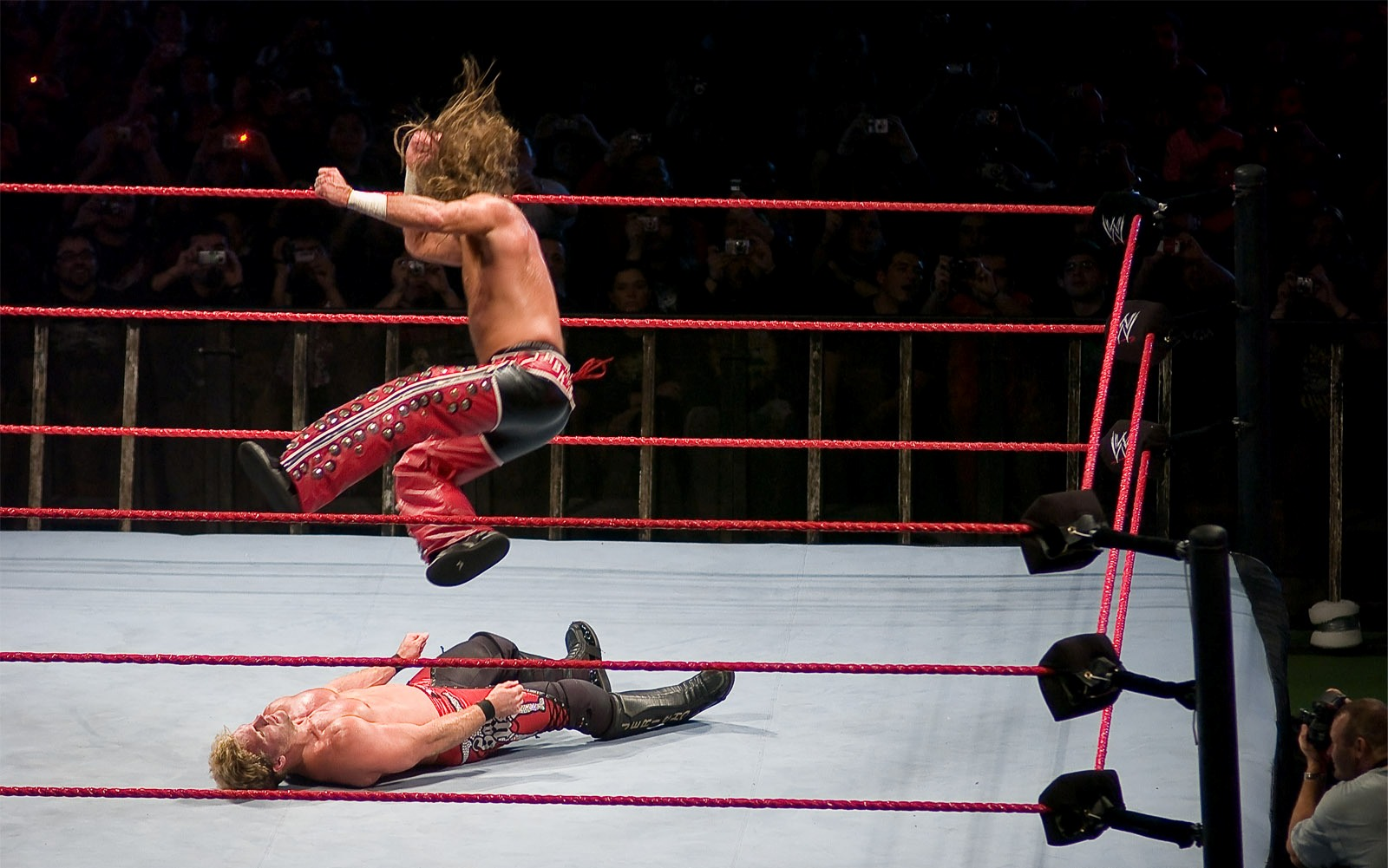
ダイビング・エルボー・ドロップ

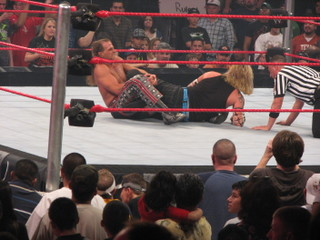
ハートブレイカー

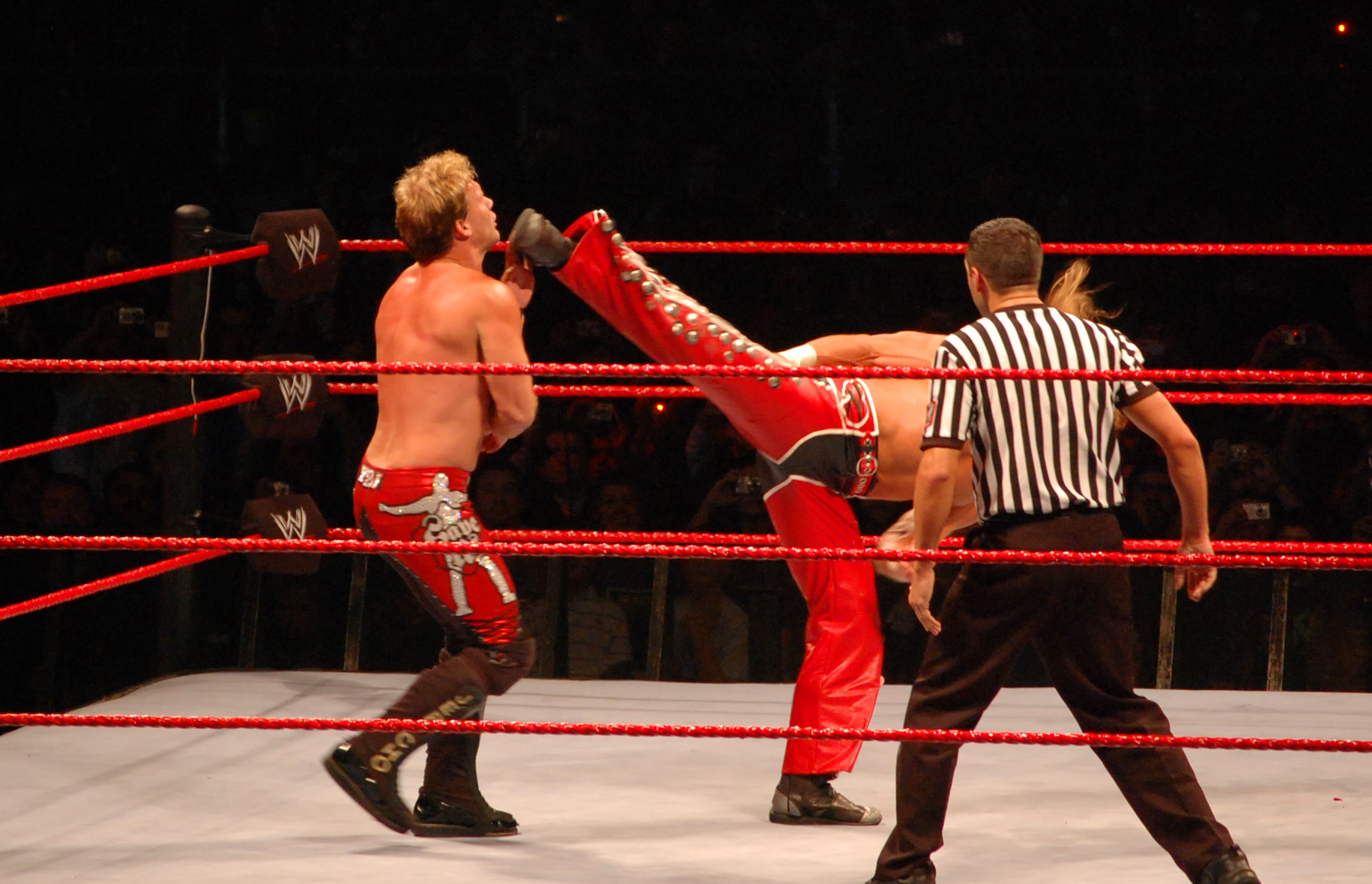
スウィート・チン・ミュージック
基本は対角線上で行う、助走付きのトラース・キック。マイケルズの代名詞的な技として知られている。蹴る前、相手がダウンしている時に対角線コーナーで右足で思い切り足踏みをするアピールを行う。そのタイミングに合わせて観客は足踏みの数をカウントし、実況アナウンサーは「Tune up the band!（バンドの用意ができた!）」というフレーズを発する。ダイビング技を行おうとした相手にカウンターで放つこともあった。
フライング・フォアアーム
主に相手にロープに振られた後、カウンターで放つ。ヒット後、ヘッドスプリングで立ち上がるのが定番ムーブ。ボーイ・トーイ時代（1992年のヒール転向直後）のライバルだったティト・サンタナも得意としていた。

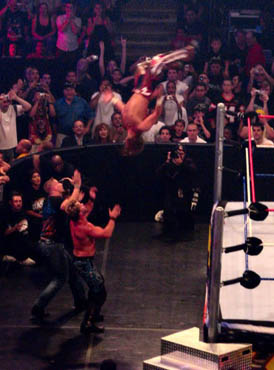
ムーンサルト・アタック
立っている相手に対して放つムーンサルトプレス。コーナー最上段から場外にいる相手に放つこともあった。
ダイビング・エルボー・ドロップ
リング外の実況席に倒れている相手に向かってコーナー最上段から飛ぶこともあった。
リバース・アトミック・ドロップ
走ってきた相手にカウンターで仕掛けるパターンと、下記の通りフィニッシュへのコンビネーションで使う場合とがある。
ハートブレイカー
変形足4の字固め。ジェイミー・ノーブルから教わった技であり、時にはフィニッシュ・ホールドとしても用いていた。
ドロップキック
若手時代に多用していた。後年はほとんど使っておらず、ハウス・ショーのみでしか見ることができなかった。
逆水平チョップ
リック・フレアーの定番技であることから、一発浴びせる度に「woooooo!」と観客が叫んでいた。
スクープスラム
フィニッシュへのコンビネーション
以下のコンビネーションでフィニッシュへとつなげるのが定番である。(1)フライング・フォアアームで相手もろともダウン、(2)ネックスプリングで即座に立ち上がる、(3)起き上がった相手に対してパンチ、リバース・アトミック・ドロップを繰り返す、(4)スクープスラムでリング中央にダウンさせる、(5)コーナーに上りダイビングエルボー、(6)足を踏み鳴らしリズムを取ってから、助走してスウィート・チン・ミュージック。（マイケルズと対等に闘える実力を持ったレスラーには、最後の助走付きのスウィート・チン・ミュージックを回避されることが多い。回避された場合、マイケルズは相手の隙を突き、近い間合いから助走なしのスウィート・チン・ミュージックで仕留める）
ティアドロップ・スープレックス
若手時代に使用していた変形のサイド・スープレックス。ジョバーなどが相手の場合フィニッシュになることも多かった。
スープレックス
スーパープレックス

## 獲得タイトル
WWF / WWE
- WWF王座 : 3回
- 世界ヘビー級王座 : 1回
- WWF IC王座 : 3回
- WWFヨーロピアン王座 : 1回

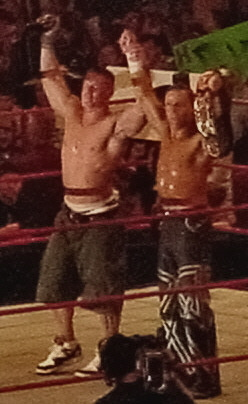
WWE世界タッグ王座

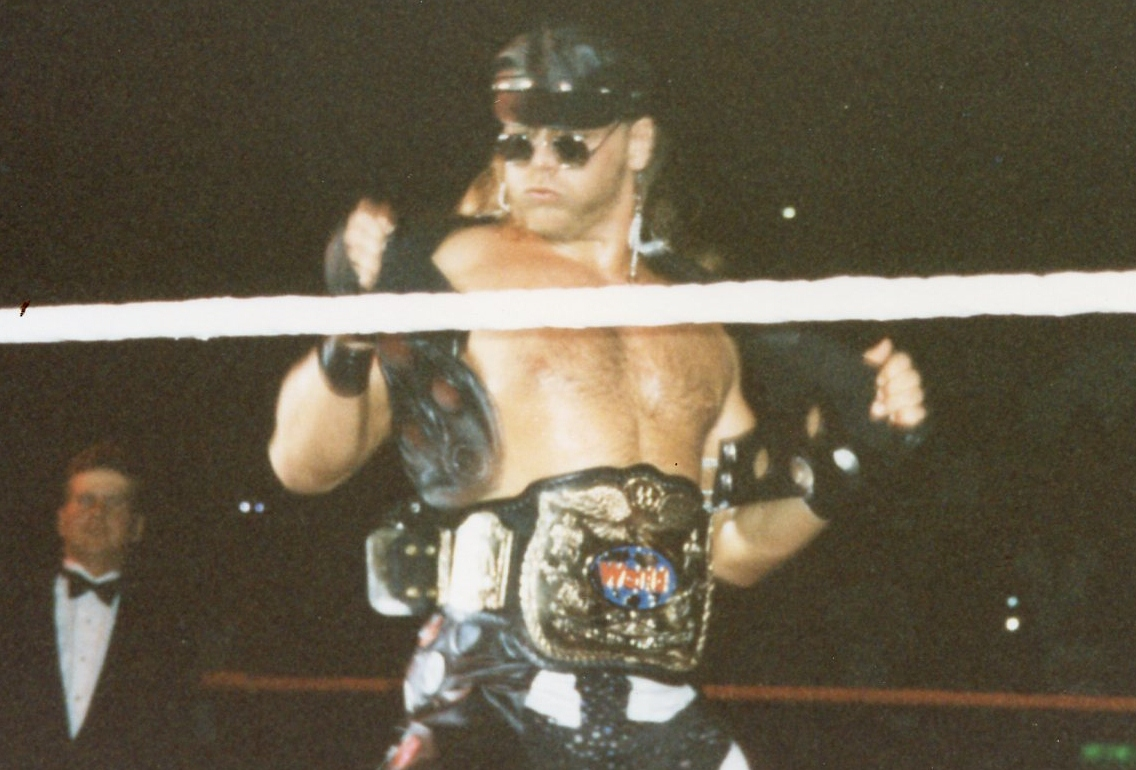
WWE世界タッグ王座

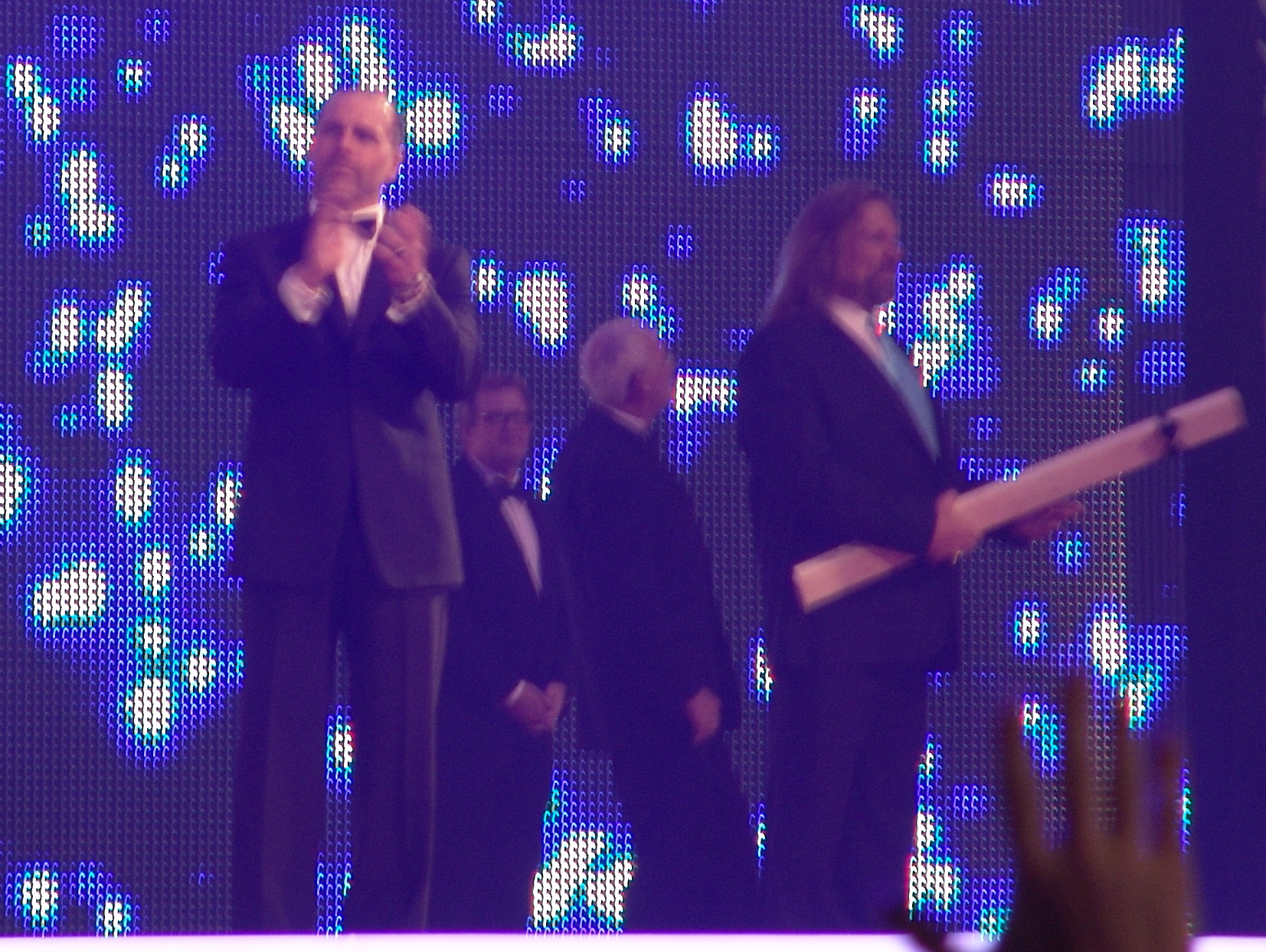
WWE殿堂.2011

- WWE世界タッグ王座 : 5回（w / ディーゼル×2、ストーン・コールド・スティーブ・オースチン×1、ジョン・シナ×1、トリプルH×1）
- WWEタッグ王座 : 1回（w / トリプルH）
- ロイヤルランブル優勝 : 1995年、1996年
- グランドスラム : 1997年
- トリプルクラウン
- WWE殿堂 : 2011年、2019年（D-ジェネレーションXとして）

セントラル・ステーツ・レスリング
- NWAセントラル・ステーツ・タッグ王座 : 1回（w / マーティ・ジャネッティ）[8]

アメリカン・レスリング・アソシエーション
- AWA世界タッグ王座 : 3回（w / マーティ・ジャネッティ）[9]

コンチネンタル・レスリング・アソシエーション
- AWA南部タッグ王座 : 2回（w / マーティ・ジャネッティ）[12]

テキサス・オールスター・レスリング
- TASWテキサス・タッグ王座 : 2回（w / ポール・ダイヤモンド）[32]

テキサス・レスリング・アカデミー
- TWAヘビー級王座 : 1回

PWI
- 最優秀抗争(2008) vs クリス・ジェリコ
- 年間最高試合(1993) vs マーティ・ジャネッティ戦 マンデーナイトRAWにて
- 年間最高試合(1994) vs レイザー・ラモン戦 レッスルマニアXにて
- 年間最高試合(1995) vs ディーゼル戦 レッスルマニアXIにて
- 年間最高試合(1996) vs ブレット・ハート戦 レッスルマニアXIIにて
- 年間最高試合(2004) vs クリス・ベノワ、トリプルH戦 レッスルマニアXXにて
- 年間最高試合(2005) vs カート・アングル戦 レッスルマニア21にて
- 年間最高試合(2006) vs ビンス・マクマホン戦 レッスルマニア22にて
- 年間最高試合(2007) vs ジョン・シナ戦 4月23日のマンデーナイトRAWにて
- 年間最高試合(2008) vs リック・フレアー戦 レッスルマニアXXIVにて
- 年間最高試合(2009) vs ジ・アンダーテイカー戦 レッスルマニアXXVにて
- 年間最高試合(2010) vs ジ・アンダーテイカー戦 レッスルマニアXXVIにて
- 最も心に残ったレスラー(2010)
- 最も人気のあったレスラー(1995, 1996)
- 最優秀レスラー(1996)

Wrestling Observer
- 五つ星試合(1994) vs レイザー・ラモン戦 レッスルマニアXにて
- 五つ星試合(1997) vs ジ・アンダーテイカー戦 バッド・ブラッドにて
- 最優秀ベビーフェイス(1996)
- 最優秀抗争(2004) vs トリプルH＆クリス・ベノワ
- 最優秀抗争(2008) vs クリス・ジェリコ
- 年間最高試合(1994) vs レイザー・ラモン戦 レッスルマニアXにて
- 年間最高試合(2008) vs クリス・ジェリコ戦 ノーマーシーにて
- 年間最高試合(2009) vs ジ・アンダーテイカー戦 レッスルマニアXXVにて
- 年間最高試合(2010) vs ジ・アンダーテイカー戦 レッスルマニアXXVIにて
- 最もカリスマのあったレスラー(1995, 1996)
- 最優秀タッグ(1989) with マーティ・ジャネッティ（ザ・ロッカーズ）
- レスリング・オブザーバー殿堂入り　（2003年）

## 入場曲
- Sexy Boy

現在は自らのボーカル。当初のバージョンは、マネージャーを務めていたセンセーショナル・シェリーがボーカルを担当していた（現バージョンでは喘ぎ声のみ）。作曲はジミー・ハート。
- Break It Down

## その他
- 1996年、PWI500（ProWrestlingIllustrated誌が選ぶプロレスラーベスト500）で1位に選出。
- 1997年にはヨーロピアン王座の獲得によりWWE史上初のグランドスラム（WWE IC王座、ヨーロピアン王座、WWFタッグ王座、WWF王座）を達成。
- WWEでは初のグランドスラム、ラダー・マッチ、ヘル・イン・ア・セル、エリミネーション・チェンバー・マッチ、ロイヤルランブルで一番手での優勝。
- 2005年秋に自伝『Heartbreak & Triumph』を発売。
- 自称、物凄い音痴。入場曲『Sexy Boy』は自ら歌っているが、かなり編集され、聞ける所までになったと言っている。
- ケビン・ナッシュ、スコット・ホール、ショーン・ウォルトマン（1-2-3キッド、Xパック）、トリプルHとは団体の垣根を超えた親友の間柄にあり、正式なユニットではないが「KLIQ」（クリック）と呼ばれる。
- ミスター・レッスルマニアの名の通り、出場したレッスルマニアに於いては多くの大会で名試合を連発しており、レスリングオブザーバー誌の見立てではマイケルズが出場した17大会のうち、12回は大会のベストバウトをやってのけたとしている。また試合時間も出場17大会、301分と2位のアンダーテイカー（出場18大会、262分）、3位のトリプルH（出場14大会、226分）を離して2012年2月現在において歴代最長となっている。2002年に復帰して以後も3度（WM20、WM23、WM26）に渡ってメインイベントに出場していることから彼のレッスルマニアに於ける重要性が大きかったことが分かる[34]。

## DVD(日本語)
- WWE ショーン・マイケルズ マイ・ジャーニー [2010]
- WWE ショーン・マイケルズ ハートブレイク・アンド・トライアンフ(3枚組) [2008]
- WWE DX ニュー・アンド・インプルーブド [2007]再結成後
- WWE D-ジェネレーション-X [2006]VHS版の再発売
- WWE ショーン・マイケルズ ボーイフッド・ドリーム [2004]
- WWE ショーン・マイケルズ フロム・ザ・ヴォルト [2003]